# Austrazenia
Austrazenia is een geslacht van vlinders van de familie uilen (Noctuidae), uit de onderfamilie Acronictinae.

## Soorten
- Austrazenia pura Swinhoe, 1902
- Austrazenia tusa Swinhoe, 1902